# Иванков (Черниговская область)
Иванков (укр. Іванків; до 2025 года — Восточное) — село в Новгород-Северском районе Черниговской области Украины. Население — 5 человек. Занимает площадь 0,28 км².
Почтовый индекс: 16040. Телефонный код: +380 8-04658.

## Власть
Орган местного самоуправления — Печенюговский сельский совет. Почтовый адрес: 16040, Черниговская обл., Новгород-Северский р-н, с. Печенюги, ул. Центральная, 73а.